# Carrouges
Carrouges é uma comuna francesa na região administrativa da Normandia, no departamento Orne. Estende-se por uma área de 8,54 km². Em 2010 a comuna tinha 663 habitantes (densidade: 77,6 hab./km²).